# Смелый (большой противолодочный корабль)
«Смелый» — большой противолодочный корабль (БПК) проекта 61 Черноморского флота. Проходил боевые службы в переменном составе 5-й Средиземноморской эскадры кораблей ВМФ. Переведён на Балтийский флот ВМФ СССР. 
С 1988 года в аренде ВМФ ПНР. «Warszawa» — флагман военно-морского флота Польши. В 1993 году был выкуплен у России за долги СССР.

## Служба

### ВМФ СССР
Большой противолодочный корабль «Смелый» проекта 61 был заложен 15.11.1966 года на Заводе имени 61 коммунара в Николаеве (строительный № 1711). Был спущен на воду 6 февраля 1968 года. 20 декабря 1968 года был зачислен в списки кораблей ВМФ. Вступил в строй 27.12.1969 года и 9.01.1970 года был включен в состав Черноморского Флота. 
В 150-й бригаде ракетных кораблей. Бортовые номера 167, 171, 257, 535, 720, 738. В/ч 25187. Проходил боевые службы в переменном составе 5-й оперативной Средиземноморской эскадры кораблей ВМФ. 
C 11.12.1972 по 30.12.1974 года корабль был модернизирован на «Севморзаводе» в Севастополе по проекту 61МП.
28 августа 1976 — Совместно с КРУ «Жданов» БПК «Смелый» экстренно вышел в район столкновения советской атомной подводной лодки К-22 «Красногвардеец» с американским фрегатом USS FF-1047 Voge. В их охранении лодка своим ходом переходит в точку 5 (Китира), где ей была оказана помощь.
17—22 сентября 1976 — официальный визит советских кораблей в составе КРУ «Жданов» и БПК «Смелый» под флагом командира 5 ОПЭСК вице-адмирала В. А. Акимова в порт Мессина, Италия.
Участвовал в учениях "Крым-76".
8-13 апреля 1978 года нанес визит в Алжир.
13-18 апреля 1979 года в Риеку (Югославия).
В 1981 году совершил межфлотский переход вокруг Европы на Балтику. В 1982 году корабль посетил главком ВМФ СССР С. Г. Горшков.
В период с 17.12.1982 по 30.01.1985 года прошел в Риге капитальный ремонт, после чего был перечислен в состав Балтийского Флота.

### ВМС Польши
В октябре 1987 года корабль прибыл в Польшу для передачи. 6 октября 1987 года был заключен договор аренды на семь лет, до 27 ноября продолжалось обучение экипажа, а в декабре проходил процесс передачи корабля. 19 января 1988 года был передан в аренду ВМС Польши на семь лет, где числился как ракетный эскадренный миноносец с переименованием в «Warszawa». 5 марта 1988 года был исключен из состава ВМФ СССР.

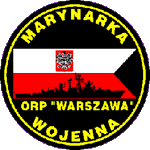
Шеврон экипажа

Крестной матерью была Кристина Антос, работница Варшавского металлургического завода. Ядро экипажа составляли моряки, служившие на предыдущем эсминце «Варшава», в том числе командир кмдр подпор. Ежи Войчик.
Входил в состав 3-й флотилии кораблей как самостоятельное подразделение. Он стал флагманом военно-морского флота Польши.

В середине 1989 года «Варшава» вошла в состав объединённой эскадры кораблей Балтийского флота Варшавского договора с советскими кораблями и кораблями ГДР, приняв затем участие в учениях Полигон-89.
Бортовой номер 271.
Зарубежные визиты с 1989 года:
- 9-12 мая 1989 г.: Лондон
- 11-14 сентября 1989 г.: Стокгольм
- 21-24 сентября 1989 г.: Рига

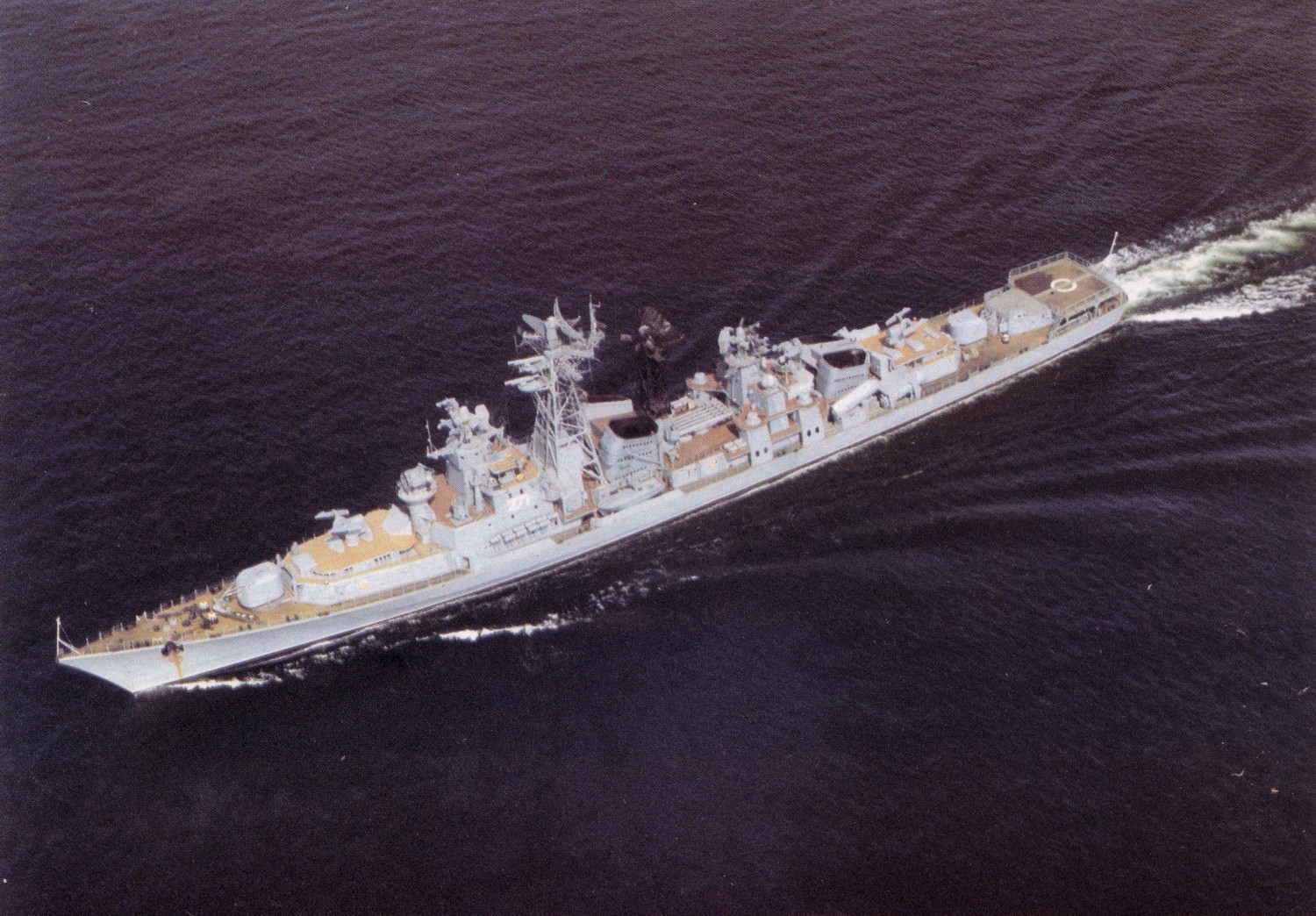
В 1991 году

- 5-9 октября 1989 г. Варнемюнде и Росток
- 7-10 апреля 1992 г.: Киль
- 1-10 сентября 1992 г.: Амстердам

На рубеже 1992 и 1993 годов Польша выкупила эсминец у России по низкой цене в обмен на отмену советских долгов перед Военно-морскими верфями в Гданьске. Осенью 1993 года корабль начал средний ремонт на военно-морской верфи в Гданьске, продолжавшийся до 1995 года.
5 декабря 2003 года корабль был исключен из состава ВМС Польши.

## Командиры
СССР
- капитан 2-го ранга Батурин В. П. (1971-?)
- капитан 3-го ранга Добровольский (1972-?)
- капитан 3-го ранга Васюков, Владимир Львович (1979-1984)

Польша
- командор-поручик Ежи Войчик (с 1988),
- командор-поручик Здислав Плачек (с октября 1990),
- командор-поручик Кшиштоф Макковяк (с 19 ноября 1998).